# Diekhusen-Fahrstedt
Diekhusen-Fahrstedt ist eine Gemeinde im Kreis Dithmarschen in Schleswig-Holstein.

## Geografie

### Lage
Der Ort ist eine reine Marschgemeinde und eine Flächengemeinde und grenzt im Norden unmittelbar an die Stadt Marne. Sie liegt im südlichen Dithmarschen an der Bundesstraße 5.

### Ortsteile
Die Gemeinde besteht aus den Ortsteilen Diekhusen, Fahrstedt, Diekhusenerwesterdeich, Fahrstedterwesterdeich und Vettenbüttel.

### Nachbargemeinden
Nachbargemeinden sind im Uhrzeigersinn im Norden beginnend die Stadt Marne und die Gemeinden Volsemenhusen, Ramhusen, Schmedeswurth sowie Neufeld (alle im Kreis Dithmarschen).

## Geschichte
Man nimmt an, dass die Ursprünge Fahrstedts in einer Warft liegen, die erstmals zwischen den Jahren 100 und 400 besiedelt wurde und damit die älteste Ansiedlung der Dithmarscher Südermarsch wäre.
Am 1. April 1934 wurde die Kirchspielslandgemeinde Marne aufgelöst. Alle ihre Dorfschaften, Dorfgemeinden und Bauerschaften wurden zu selbständigen Gemeinden/Landgemeinden, so auch Diekhusen und Fahrstedt.
Die Gemeinde Diekhusen-Fahrstedt entstand am 1. Januar 1970 im Zuge der Gemeindereform aus den bis dahin eigenständigen namensgebenden Ortsteilen.

## Einwohnerentwicklung
| Datum      | Diekhusen | Fahrstedt |
| ---------- | --------- | --------- |
| 01.12.1880 | 260       | 290       |
| 01.12.1890 | 213       | 251       |
| 01.12.1900 | 201       | 233       |
| 01.12.1910 | 216       | 290       |
| 08.10.1919 | 196       | 339       |
| 17.05.1939 | 164       | 309       |
| 13.09.1950 | 292       | 562       |
| 06.06.1961 | 202       | 461       |

Am 27. Mai 1970 hatte die neue Gemeinde 625 Einwohner.

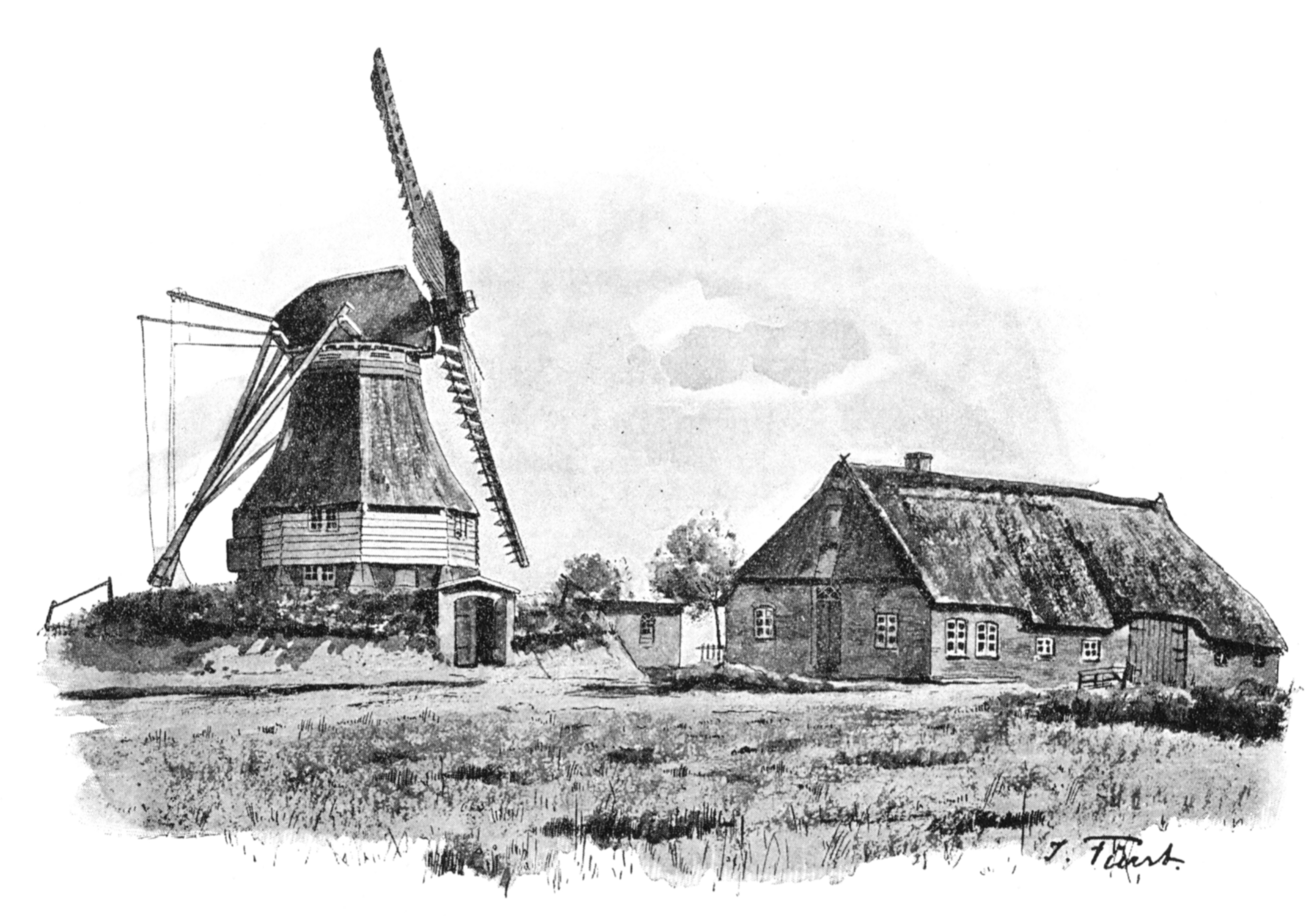
Gehöft in Fahrstedt, Geburtsort von Claus Harms

## Politik

### Gemeindevertretung
Bei der Kommunalwahl am 14. Mai 2023 wurden insgesamt neun Sitze vergeben. Diese fielen alle an die Kommunale Wähler-Vereinigung (KWV) Diekhusen-Fahrstedt. Die Wahlbeteiligung betrug 56,7 %.

## Wirtschaft und Infrastruktur
In Diekhusen-Fahrstedt gab es eine Grundschule.

## Persönlichkeiten
- Peter Jochims (1762–1844), Justiz- und Etatrat in Schleswig und mit Claus Harms verwandt.
- Der Theologe Claus Harms (1778–1855) wurde in Fahrstedt geboren.